# Martine Smeets
Martine Smeets (* 5. Mai 1990 in Geesteren) ist eine ehemalige niederländische Handballspielerin.

## Karriere
Martine Smeets begann 1995 bei Stevo Geesteren mit dem Handball. In der Saison 2007/08 spielte sie bei E&O Emmen, anschließend  wechselte die 1,72 Meter große Linksaußen zu Sercodak Dalfsen, mit dem sie 2010, 2011 und 2012 die niederländische Meisterschaft sowie 2011 und 2012 den niederländischen Pokal gewann. Ab 2013 stand Smeets beim deutschen Bundesligisten Thüringer HC unter Vertrag, mit dem sie 2014 und 2015 die deutsche Meisterschaft gewann. Ab dem Sommer 2015 lief sie für die SG BBM Bietigheim auf. Mit Bietigheim gewann sie 2017 die deutsche Meisterschaft. Im Sommer 2018 wechselte sie zum norwegischen Erstligisten Molde HK. Im Januar 2020 wurde Smeets vom französischen Erstligisten Metz Handball verpflichtet, deren etatmäßige Linksaußenspielerin Manon Houette verletzungsbedingt ausfiel. Seit dem Sommer 2020 steht sie beim rumänischen Erstligisten CSM Bukarest unter Vertrag. Mit CSM Bukarest gewann sie 2021 die rumänische Meisterschaft sowie 2022 den rumänischen Pokal. Im Sommer 2022 beendete sie ihre Karriere.
Smeets gehörte zum Kader der niederländischen Nationalmannschaft, mit der sie an der Weltmeisterschaft 2013 in Serbien teilnahm. Weiterhin nahm sie an den Olympischen Spielen 2016 in Rio de Janeiro teil. Ein Jahr später gewann sie die Bronzemedaille bei der Weltmeisterschaft 2017. Mit der niederländischen Auswahl gewann sie die Bronzemedaille bei der Europameisterschaft 2018. Bei der Weltmeisterschaft 2019 gewann sie im Finale gegen die spanische Auswahl den WM-Titel. Mit der niederländischen Auswahl nahm sie an den Olympischen Spielen in Tokio teil. Nachdem sich Smeets kurz nach der Olympiade am Kreuzband verletzt hatte, gab sie das Ende ihrer Länderspielkarriere bekannt.